# Бжезінець (Поморське воєводство)
Бжезінець (пол. Brzeziniec, нім. Birkhof) — село в Польщі, у гміні Дембниця-Кашубська Слупського повіту Поморського воєводства.
У 1975-1998 роках село належало до Слупського воєводства.